# Heuland
Heuland ist eine französische Gemeinde mit 137 Einwohnern (Stand: 1. Januar 2022) im Département Calvados in der Region Normandie (bis 2015: Basse-Normandie). Sie gehört zum Arrondissement Lisieux und zum Gemeindeverband Normandie-Cabourg-Pays d’Auge.

## Geografie
Die Gemeinde Heuland liegt im Hinterland der Côte Fleurie des Ärmelkanals in der Landschaft Pays d’Auge auf dem Nullmeridian, etwa 25 Kilometer nordöstlich von Caen. Das drei km² umfassende Gemeindegebiet besteht aus mehreren Weilern und Einzelhöfen und hat keinen historischen Kern. Die Kirche Notre-Dame steht isoliert, die Mairie im Ortsteil La Croix d’Heuland an der Nordgrenze der Gemeinde. Weitere Ortsteile sind La Cour Beley, Cour Vattier, Manoir de Grainville, La Cour Langlois, Les Fontaines, Cour Gentil, La Cour du Manoir, Ferme de la Bruyère, Les Jardins Charles, Hameau du Bosq, Cour de la Maison, La Cour Mouchelet und Geymard. Umgeben wird Heuland von den Nachbargemeinden Saint-Vaast-en-Auge im Norden, Branville im Nordosten, Danestal im Südosten, Cresseveuille im Süden, Angerville im Südwesten sowie Douville-en-Auge im Westen.
Die Südgrenze der Gemeinde Heuland bildet das Flüsschen Ancre, ein Nebenfluss der Dives.

## Bevölkerungsentwicklung
| Jahr      | 1962 | 1968 | 1975 | 1982 | 1990 | 1999 | 2006 | 2013 | 2021 |
| --------- | ---- | ---- | ---- | ---- | ---- | ---- | ---- | ---- | ---- |
| Einwohner | 100  | 92   | 79   | 61   | 54   | 71   | 85   | 77   | 125  |

Im Jahr 1806 wurde mit 260 Bewohnern die bisher höchste Einwohnerzahl ermittelt. Die Zahlen basieren auf den Daten von cassini.ehess und INSEE.

## Sehenswürdigkeiten
- Kirche Notre-Dame
- Wasserturm
- Lavoir (ehemaliges öffentliches Waschhaus)
- Menhir
- Monumentalkreuz neben dem Rathaus (Heuland croix)
- Monumentalkreuz aus dem 16. Jahrhundert an der Grenze zur Gemeinde Branville (Croix Rollon), Monument historique[3]

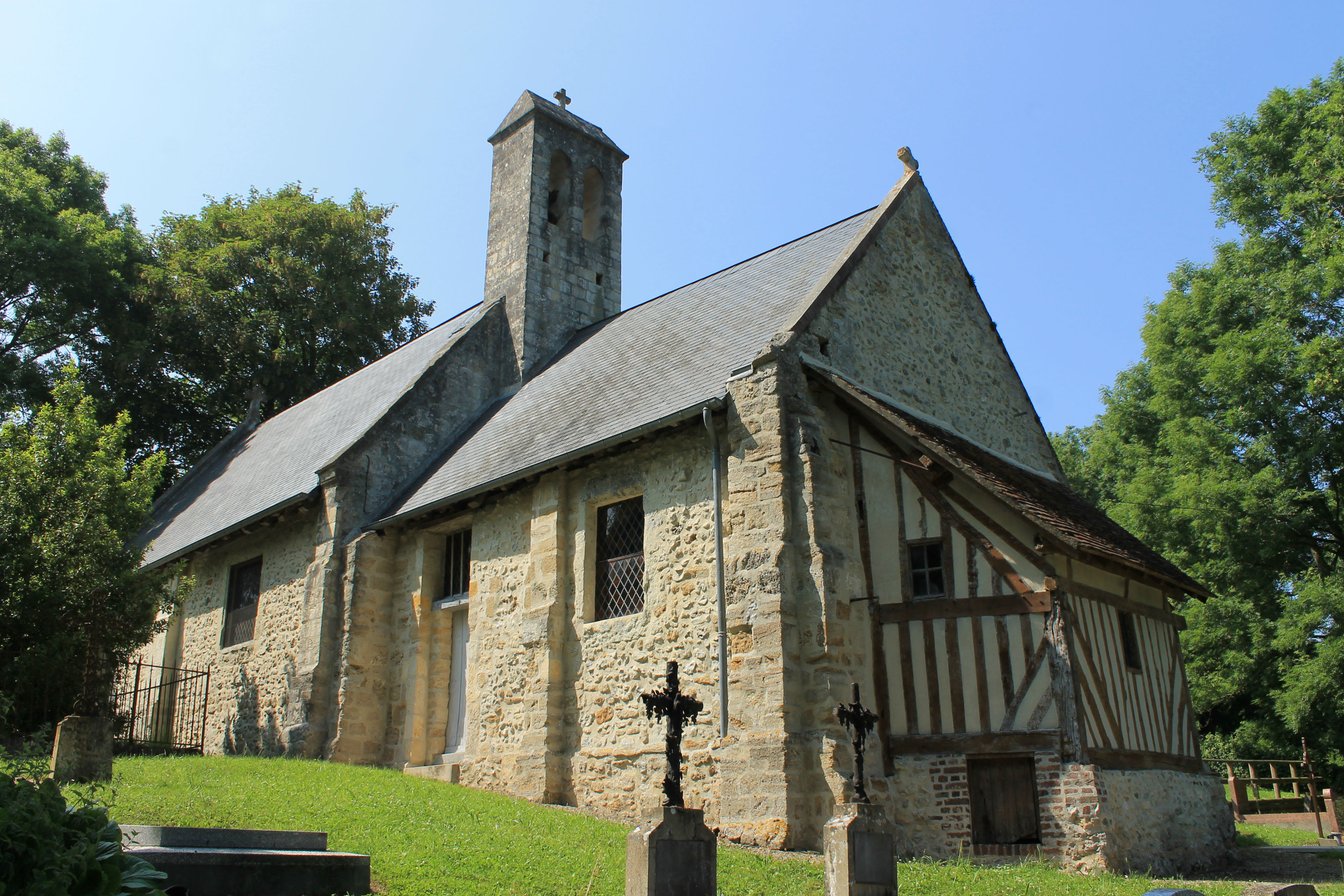
Kirche Notre-Dame
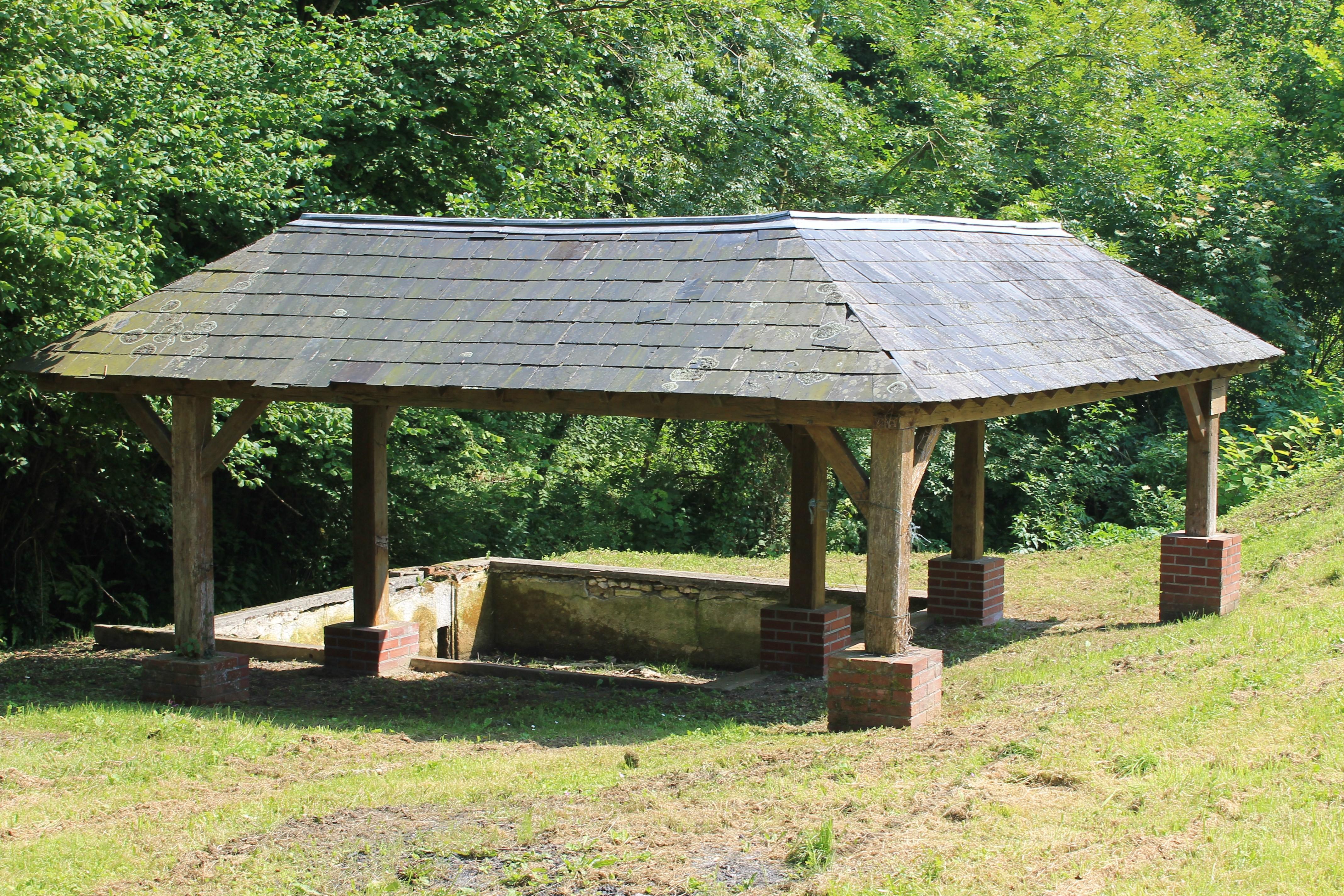
Waschhaus
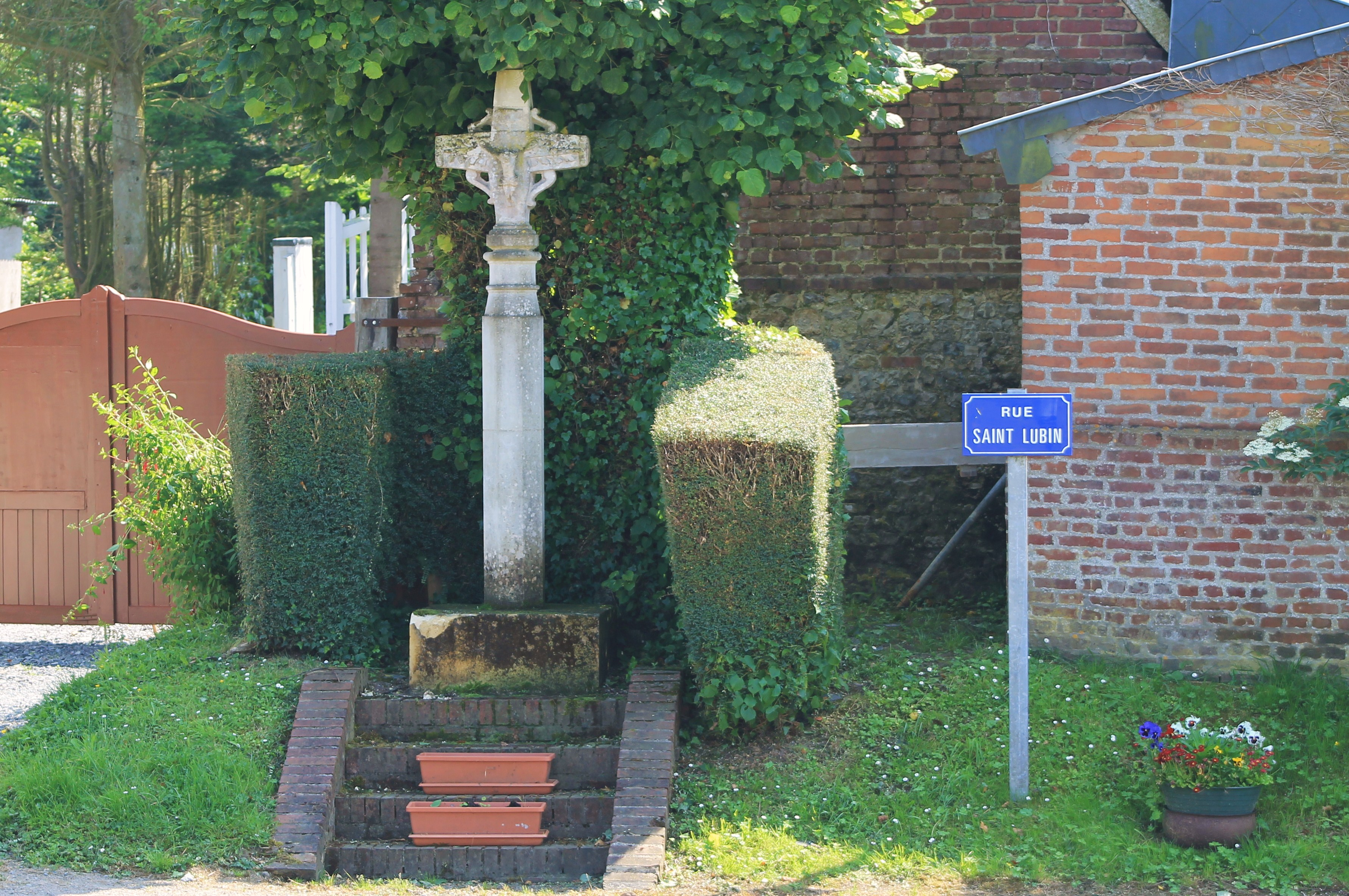
Heuland croix
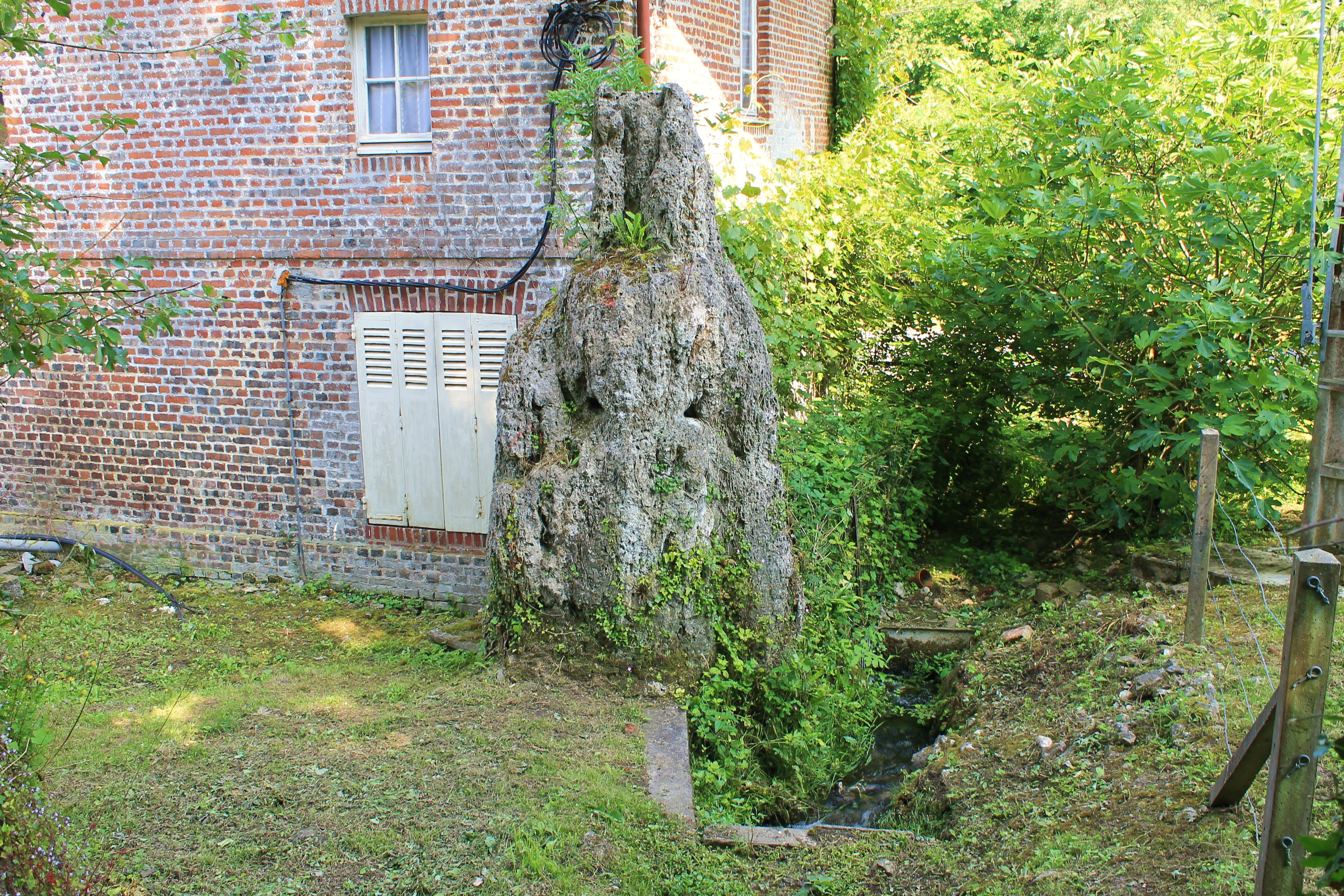
In eine Hausecke eingebauter Menhir
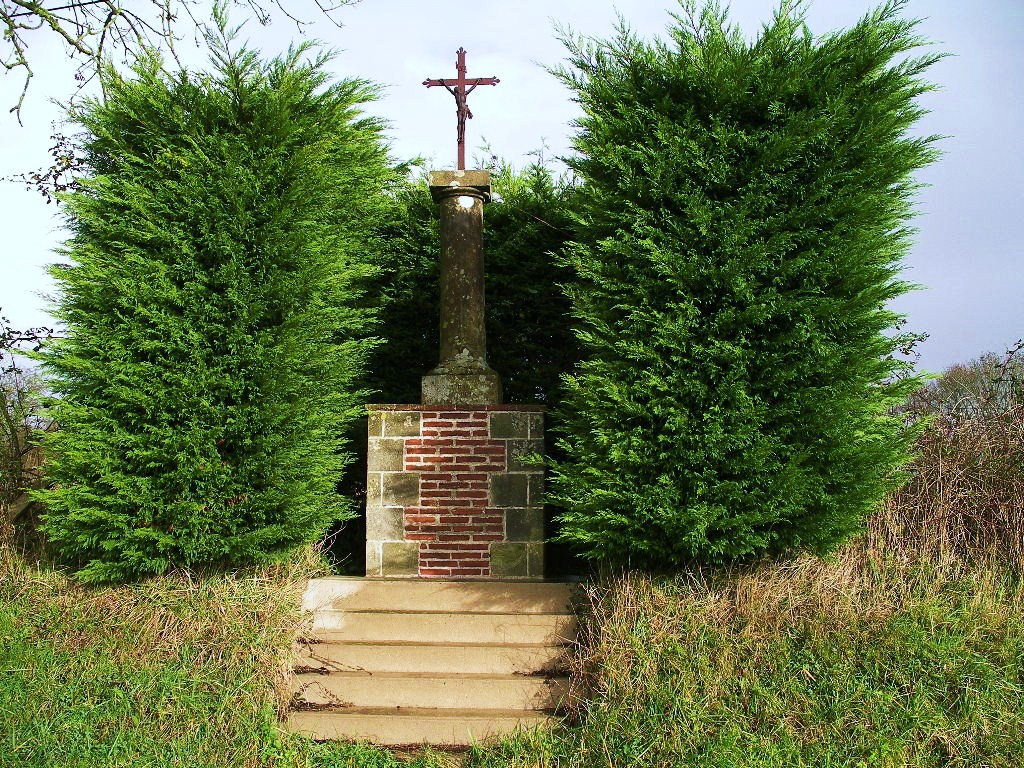
Croix Rollon

## Wirtschaft und Infrastruktur
In der Gemeinde Heuland sind vier Landwirtschaftsbetriebe ansässig (Pferde-, Schaf-, Ziegen- und Rinderzucht).
In Heuland zweigt die Hauptstraße D 45 nach Lisieux von der Hauptstraße D 27 (Caen-Touques) ab.
Unmittelbar südlich der Gemeinde verläuft die Autoroute A13.

## Belege
1. ↑  Heuland auf cassini.ehess
2. ↑  Heuland auf INSEE
3. ↑  Monumentalkreuz in der Base Mérimée des Kulturministeriums. Abgerufen am 21. April 2016 (französisch).
4. ↑  Landwirtschaftsbetriebe auf annuaire-mairie.fr (französisch)